# Peugeot Ludix
Il Peugeot Ludix è uno scooter compatto prodotto dalla casa motociclistica francese Peugeot dal 2004 in due cilindrate di 50 e 125 cm³. Dal 2019 viene prodotto nella sola versione elettrica denominata Peugeot e-Ludix.

## Descrizione
La prima serie del modello venne presentata al Salone di Parigi nel settembre del 2003 ed è entrata in produzione nello stabilimento francese di Mandeure nella primavera del 2004.
Si tratta di un piccolo scooter leggero grazie al peso inferiore ai 70 kg, ciò seppure si presenti carenato e con una protezione aerodinamica anche per le gambe. Le ruote sono in lega a tre raggi sdoppiati e le forcelle sono a steli rovesciati e alloggiano la ruota senza l'ausilio dei piedini. Questo mezzo, dotato di motore a due tempi, ha subito ottenuto l'omologazione Euro 2.
La produzione del Ludix con motori termici termina nel 2017. Dal 2019 viene presentata la nuova serie con motore elettrico denominata Peugeot e-Ludix.

### Omologazioni
Sono stati subito disponibili due omologazioni, singola (Ludix) e biposto (Ludix 2), quest'ultima si differenzia anche per l'adozione di due specchietti retrovisori panoramici, dell'avviamento elettrico, del kit indicatori di direzione, del fanale anteriore a doppia ottica lenticolare verticale da 35 W e di maniglie e pedane passeggero richiudibili.

## Varianti
Oltre alla versione base One sono stati inizialmente presentati altri cinque modelli, tra cui i più sportivi e rivolti ai ragazzi, con impianto frenante a disco erano:
- Snake
- Bullet (che in seguito ha preso il nome di Peugeot Blaster RS 12) unico modello con il raffreddamento a liquido e con l'impianto di scarico a espansione e silenziatore in due elementi distinti.

I modelli per un uso più pratico (presenti ancora nel 2008 sul listino prezzi, muniti di un bauletto e impianto frenante anteriore a disco erano:
- Trend
- Elegance

La versione Ambition, ritirata dal catalogo, era l'unica nella cilindrata 125 cm³ sempre con motore a due tempi, con impianto frenante a disco doppio faro e sella biposto. L'alimentazione cambiava da quella a carburatore a quella a iniezione diretta.

## e-Ludix
Presentato all'EICMA 2018, l'e-Ludix è la versione totalmente elettrica del piccolo scooter che entra in produzione nel 2019. A differenza del precedente modello termico prodotto in Francia, la nuova serie viene prodotta in India dalla Mahindra nello stabilimento di Madhya Pradesh (all’epoca proprietaria di Peugeot Motocycles) per ridurre i costi.
L'e-Ludix è omologato come cinquantino, ha un peso di 85 kg di cui 9 kg di batteria, monta un motore elettrico centrale Bosch da 2,5 kW e ha una batteria Bosch agli ioni di litio a 48 V con capacità di 1,6 kWh che garantisce circa 50 km di autonomia. La ricarica all’80% avviene in tre ore da una normale presa a muro, mentre ne occorrono quattro di ore per la ricarica completa.
Di serie ha uno schermo LCD da 4,4 pollici per la strumentazione. Ha quattro modalità di guida: “Boost” che sfrutta la piena potenza del motore, “Go” che incrementa l’autonomia, “Cruise” che combina al meglio prestazioni e autonomia, la quarta è la modalità “Crawl”, che comprende la retromarcia ed è studiata per le manovre di parcheggio.